# Ettore Reynaudi
Ettore Reynaudi (4 de novembre de 1895 - juny de 1968) va ser un futbolista italià que jugava com a migcampista. Va competir per Itàlia en el torneig de futbol masculí dels Jocs Olímpics d'Estiu de 1920.